# Pentium 4
Pour les articles homonymes, voir P4.
Pentium III Pentium M (portable, architecture P6)
Pentium D (bureau, bi-processeur)

Le Pentium 4, produit par Intel, est un microprocesseur x86 de septième génération inaugurant la microarchitecture NetBurst. Il succède à la génération P6 inaugurée par le Pentium Pro.
Cette nouvelle microarchitecture a comme but avoué la montée (relativement) facile en fréquence. En effet, lors du lancement de ce processeur, la fréquence de fonctionnement du processeur faisait un excellent argument marketing. Intel décide donc de proposer un processeur possédant une haute fréquence de fonctionnement par rapport à ses prédécesseurs ou à son principal concurrent, l'Athlon XP d'AMD. Ce choix entraîne l'utilisation de pipelines d'une longueur très importante, sacrifiant le rapport performance/fréquence.
À l'instar du Pentium II et du Pentium III, la version professionnelle du Pentium 4 fut vendue sous la marque Xeon et la version à bas prix fut vendue sous la marque Celeron.
L'architecture NetBurst est progressivement abandonnée à partir de 2006 pour des raisons de consommation électrique et de dissipation thermique trop importante ; d'ailleurs, son utilisation dans les ordinateurs portables déclenchait trop souvent le ventilateur (c'est pourquoi Intel a conçu le Pentium M). La forte dissipation thermique est ce qui a empêché Intel d'atteindre la fréquence prévue à l'origine pour le Pentium 4 (entre 7 et 10 GHz).

## Willamette

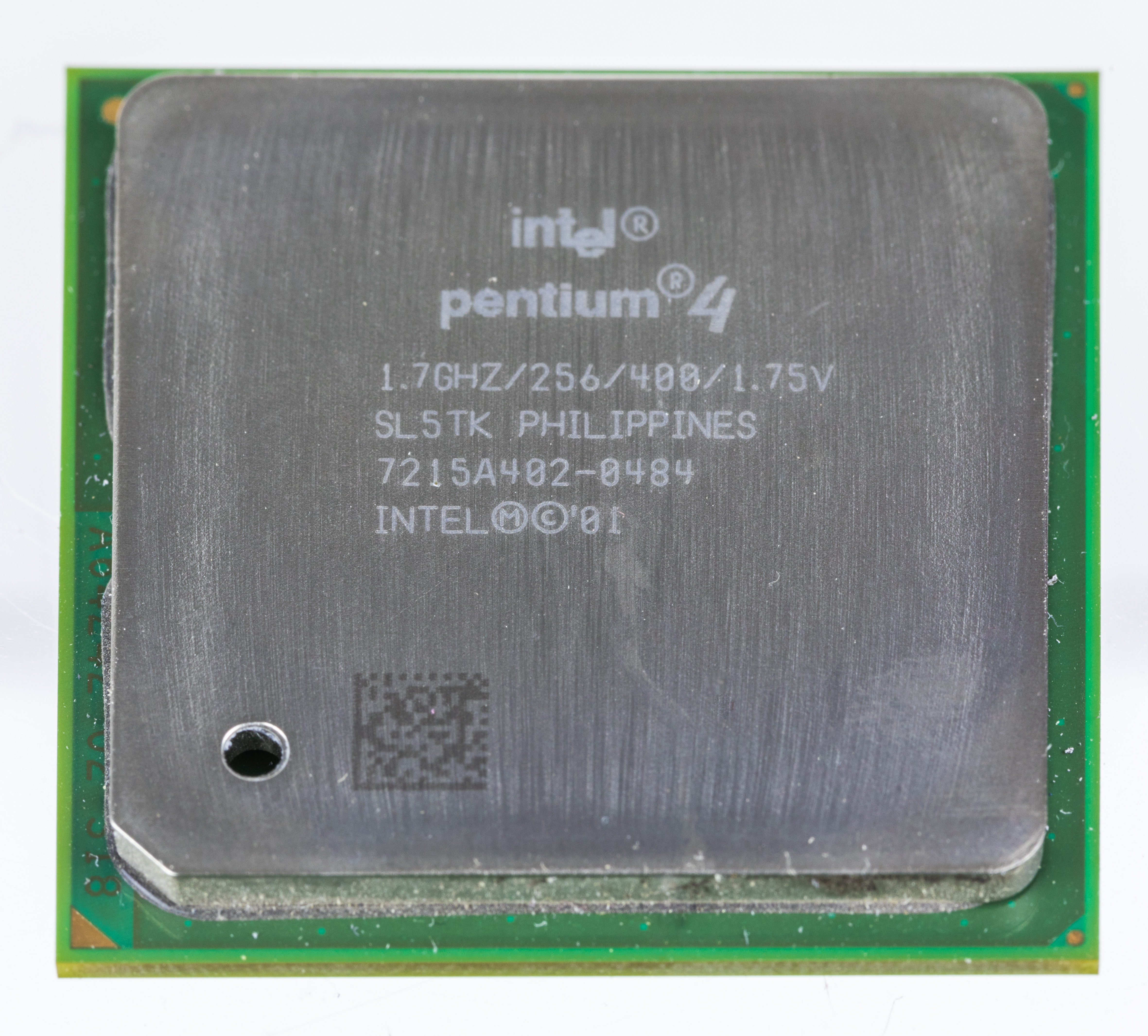
Intel Pentium 4 Willamette (socket 478) vu du dessus

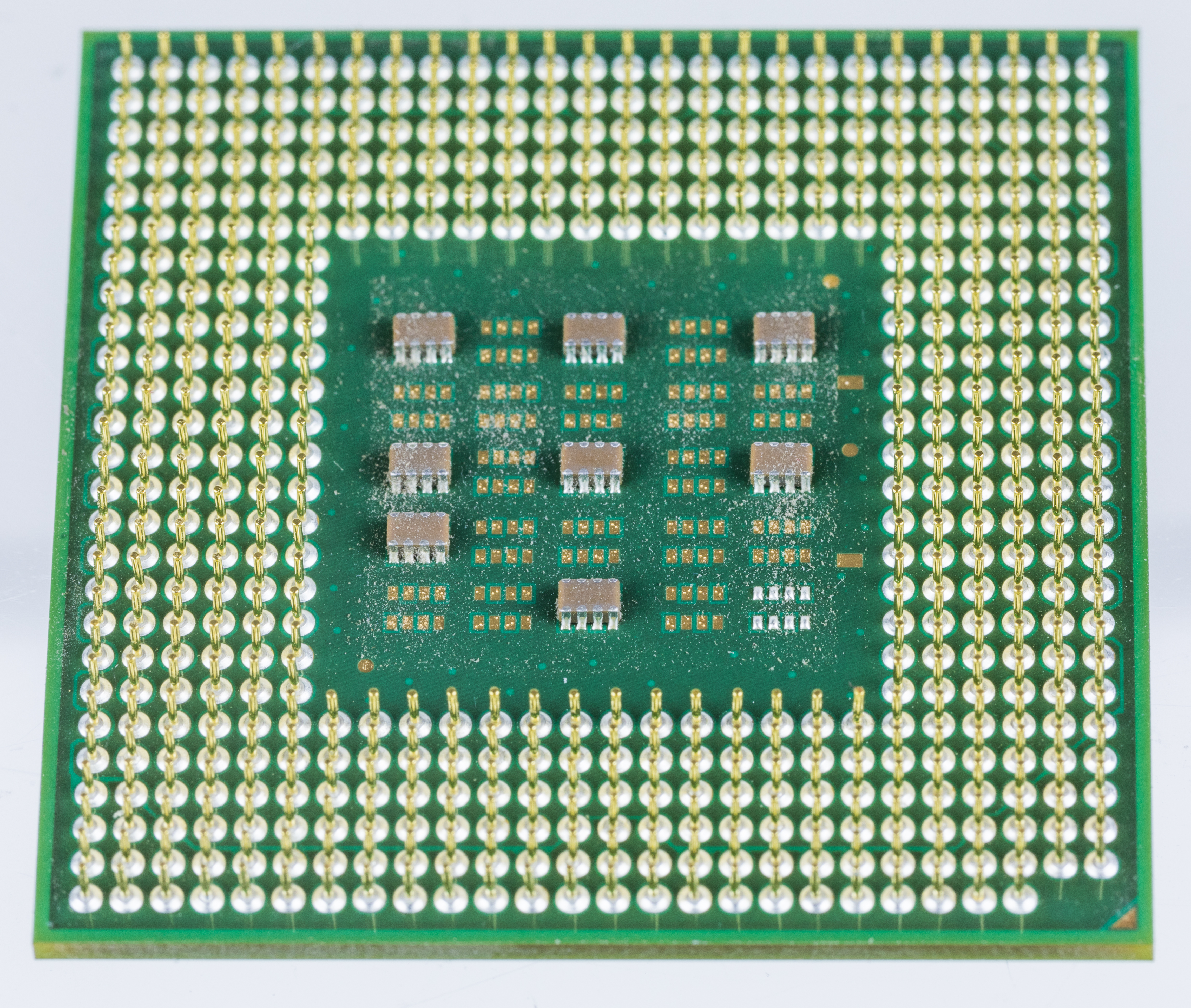
Intel Pentium 4 Willamette (socket 478) vu du dessous

Gravé en 0,18 µm, le premier Pentium 4 fut cadencé entre 1,3 et 2,0 GHz sur socket 423, puis sur socket 478. Le bus processeur tournait à 100 MHz. La mémoire cache de niveau 1 est de 8 Kio pour les données et de 12 k micro-opérations pour les instructions situées dans le trace cache (qui stocke les instructions sous forme décodée contrairement aux caches d'instructions classiques). La mémoire cache de niveau 2 est de 256 Kio.
La fréquence élevée est obtenue, entre autres, par l'allongement du pipeline d'exécution, qui passe de 10 étages pour un Athlon ou un Pentium III à 20 étages pour le Pentium 4.
Le Willamette était très décevant à sa sortie, mais le Northwood a redoré le blason du NetBurst.

## Northwood
Passage à la gravure 0,13 µm (micromètre), 21 étages de pipeline, 512 Kio de cache de niveau 2. On distingue trois versions : 
- A : de 1,6 à 2,8 GHz ; bus processeur à 100 MHz
- B : de 2,26 à 3,2 GHz ; bus processeur à 133 MHz (l’Hyper-threading est apparu avec la version à 3,06 GHz)
- C : de 2,4 à 3,4 GHz ; bus processeur 200 MHz ; Hyper-threading

Cette gamme de processeur utilise le socket 478.
Un Pentium 4 Extreme Edition est dérivé du Northwood avec 2 Mio de mémoire cache de niveau 3.
Le cache L1 d'instructions reçoit dorénavant jusqu'à 12 000 instructions prédécodées en RISC (Reduced instruction set computing) contrairement aux modèles standards qui conservent des instructions CISC x86.

## Prescott

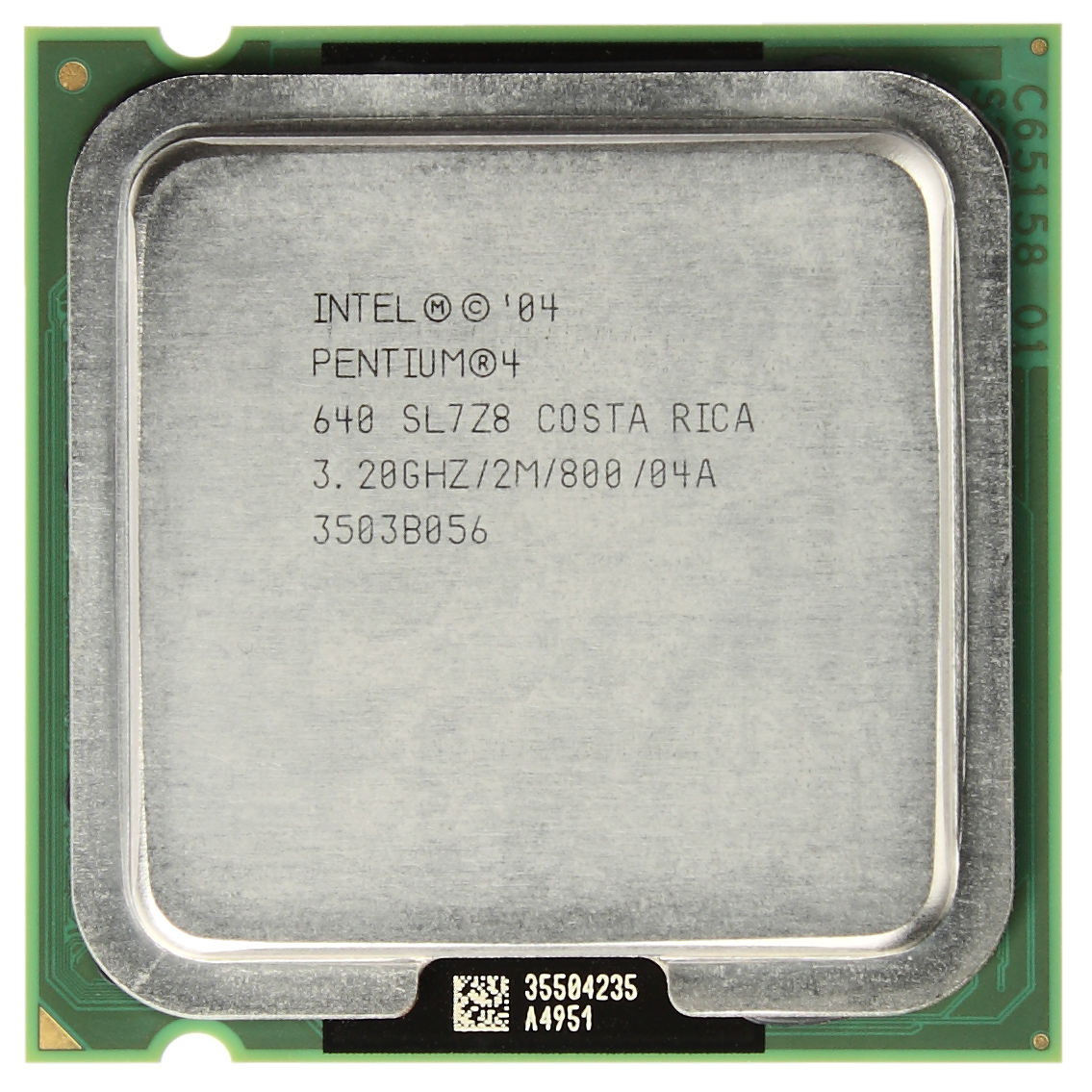
Intel Pentium 4 Prescott vu du dessus

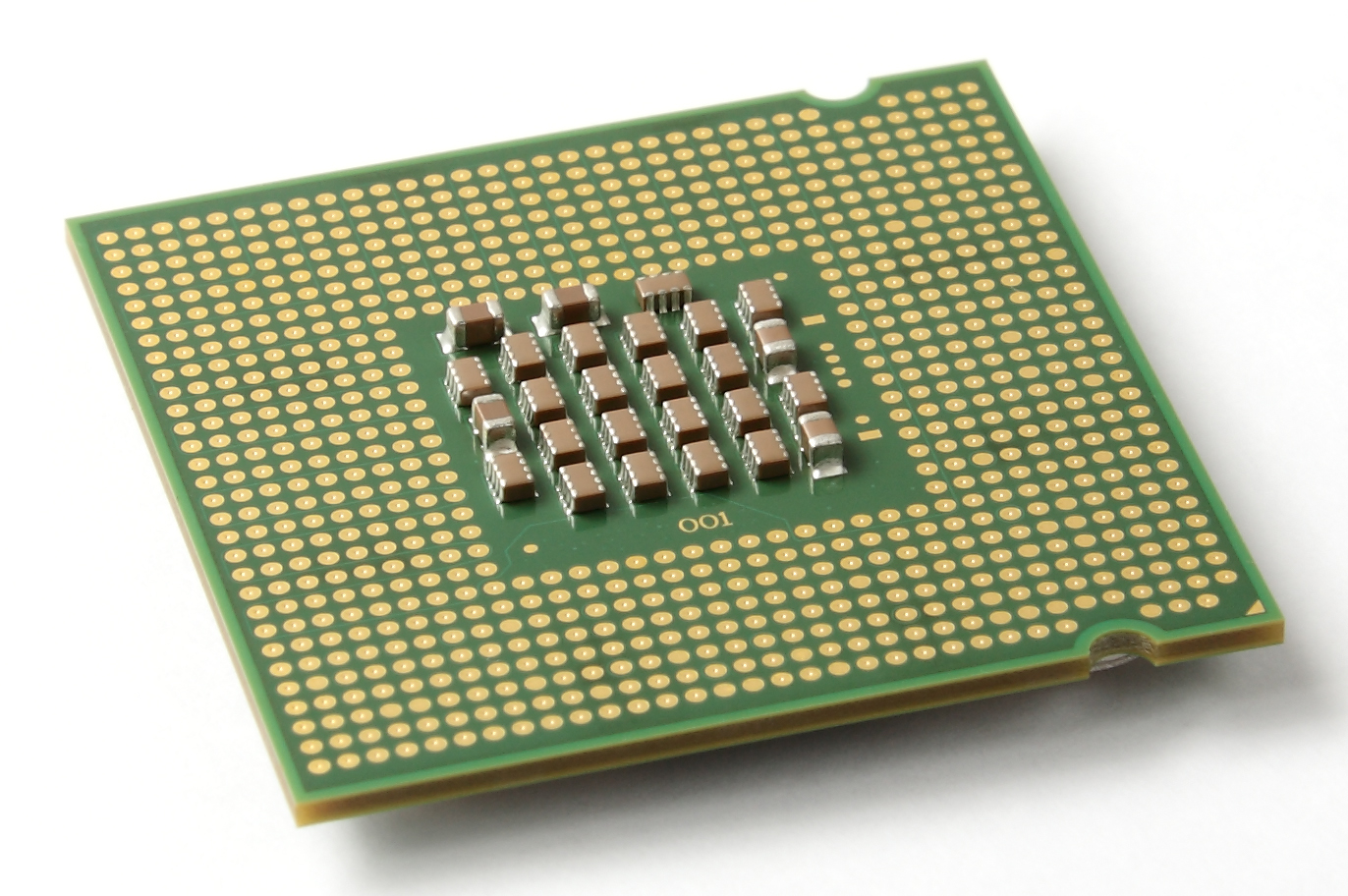
Intel Pentium 4 Prescott vu du dessous

Sorti en 2004, ce nom cache une évolution profonde du NetBurst, qui passe à 31 étages de pipeline et une modification au niveau des unités ALU (sur le Prescott les ALU sont simple vitesse, sur les Northwood les ALU sont double vitesse).
Le cache de données de niveau 1 passe à 16 Kio, le cache de niveau 2 à 1 Mio puis à 2 Mio.
Apparaissent ainsi 2 nouvelles versions du Pentium 4 :
- E : de 2,26 à 3,4 GHz ; bus processeur à 133/200 MHz
- F : de 3,2 à 3,8 GHz ; bus processeur à 200 MHz et technologie Intel 64

Un Pentium 4 Extreme Edition est dérivé du Prescott avec 2 Mio de mémoire cache de niveau 2.
Pour les versions suivantes du Pentium 4, Intel utilise un nouveau système de numérotation.
Les modèles 5x0 sont uniquement pourvus d'Hyper-threading, les modèles 5x0J sont des modèles utilisant en plus l'Execute Disable Bit, et les modèles 5x1 utilisent en plus la technologie Intel 64. Une série 6xx est apparue en 2005. La particularité de cette série par rapport à la précédente est le doublement du cache de niveau 2 qui passe à 2 Mo. Tous les modèles 6xx supportent les technologies Hyper-threading, Execute Disable Bit  et Intel 64. Les modèles 6x2 sont équipés en plus de la technologie Vanderpool pour la virtualisation.
| Nom du modèle  | Fréquence | Front Side Bus | Coeff. mult. | Cache L1 | Cache L2 | TDP   | Socket              |
| -------------- | --------- | -------------- | ------------ | -------- | -------- | ----- | ------------------- |
| Pentium 4 672  | 3,80 GHz  | 800 MT/s       | 19 ×         | 16 Kio   | 2 Mio    | 115 W | LGA 775             |
| Pentium 4 670  | 3,80 GHz  | 800 MT/s       | 19 ×         | 16 Kio   | 2 Mio    | 115 W | LGA 775             |
| Pentium 4 662  | 3,60 GHz  | 800 MT/s       | 18 ×         | 16 Kio   | 2 Mio    | 115 W | LGA 775             |
| Pentium 4 660  | 3,60 GHz  | 800 MT/s       | 18 ×         | 16 Kio   | 2 Mio    | 115 W | LGA 775             |
| Pentium 4 650  | 3,40 GHz  | 800 MT/s       | 17 ×         | 16 Kio   | 2 Mio    | 115 W | LGA 775             |
| Pentium 4 640  | 3,20 GHz  | 800 MT/s       | 16 ×         | 16 Kio   | 2 Mio    | 84 W  | LGA 775             |
| Pentium 4 630  | 3,00 GHz  | 800 MT/s       | 15 ×         | 16 Kio   | 2 Mio    | 84 W  | LGA 775             |
| Pentium 4 571  | 3,80 GHz  | 800 MT/s       | 19 ×         | 16 Kio   | 1 Mio    | 115 W | LGA 775             |
| Pentium 4 570J | 3,80 GHz  | 800 MT/s       | 19 ×         | 16 Kio   | 1 Mio    | 115 W | LGA 775             |
| Pentium 4 561  | 3,60 GHz  | 800 MT/s       | 18 ×         | 16 Kio   | 1 Mio    | 115 W | LGA 775             |
| Pentium 4 560J | 3,60 GHz  | 800 MT/s       | 18 ×         | 16 Kio   | 1 Mio    | 115 W | LGA 775             |
| Pentium 4 560  | 3,60 GHz  | 800 MT/s       | 18 ×         | 16 Kio   | 1 Mio    | 115 W | LGA 775             |
| Pentium 4 551  | 3,40 GHz  | 800 MT/s       | 17 ×         | 16 Kio   | 1 Mio    | 115 W | LGA 775             |
| Pentium 4 550J | 3,40 GHz  | 800 MT/s       | 17 ×         | 16 Kio   | 1 Mio    | 115 W | LGA 775             |
| Pentium 4 550  | 3,40 GHz  | 800 MT/s       | 17 ×         | 16 Kio   | 1 Mio    | 115 W | LGA 775             |
| Pentium 4 541  | 3,20 GHz  | 800 MT/s       | 16 ×         | 16 Kio   | 1 Mio    | 84 W  | LGA 775             |
| Pentium 4 540J | 3,20 GHz  | 800 MT/s       | 16 ×         | 16 Kio   | 1 Mio    | 84 W  | LGA 775             |
| Pentium 4 540  | 3,20 GHz  | 800 MT/s       | 16 ×         | 16 Kio   | 1 Mio    | 84 W  | LGA 775             |
| Pentium 4 531  | 3,00 GHz  | 800 MT/s       | 15 ×         | 16 Kio   | 1 Mio    | 84 W  | LGA 775             |
| Pentium 4 530J | 3,00 GHz  | 800 MT/s       | 15 ×         | 16 Kio   | 1 Mio    | 84 W  | Socket 478, LGA 775 |
| Pentium 4 530  | 3,00 GHz  | 800 MT/s       | 15 ×         | 16 Kio   | 1 Mio    | 84 W  | Socket 478, LGA 775 |
| Pentium 4 524  | 3,06 GHz  | 533 MT/s       | 23 ×         | 16 Kio   | 1 Mio    | 84 W  | LGA 775             |
| Pentium 4 521  | 2,80 GHz  | 800 MT/s       | 14 ×         | 16 Kio   | 1 Mio    | 84 W  | LGA 775             |
| Pentium 4 520J | 2,80 GHz  | 800 MT/s       | 14 ×         | 16 Kio   | 1 Mio    | 84 W  | LGA 775             |
| Pentium 4 520  | 2,80 GHz  | 800 MT/s       | 14 ×         | 16 Kio   | 1 Mio    | 84 W  | LGA 775             |
| Pentium 4 511  | 2,80 GHz  | 533 MT/s       | 21 ×         | 16 Kio   | 1 Mio    | 84 W  | 478, LGA 775        |
| Pentium 4 506  | 2,66 GHz  | 533 MT/s       | 20 ×         | 16 Kio   | 1 Mio    | 84 W  | LGA 775             |
| Pentium 4 505J | 2,66 GHz  | 533 MT/s       | 20 ×         | 16 Kio   | 1 Mio    | 84 W  | LGA 775             |
| Pentium 4 505  | 2,66 GHz  | 533 MT/s       | 20 ×         | 16 Kio   | 1 Mio    | 84 W  | LGA 775             |

## Cedar Mill
Les cœurs Cedar Mill sont gravés en 65 nm, contrairement aux Prescott, qui sont gravés en 90 nm. Cela a permis à Intel de tester sa nouvelle finesse de gravure avant de l'utiliser sur ses nouveaux processeurs.
L'augmentation de la finesse de gravure a permis une diminution de la dissipation thermique par rapport à leur homologue 90 nm.
Sur tous les processeurs, on retrouve les technologies Hyper-threading, Execute Disable Bit, Intel 64 et Intel SpeedStep. Quant à la numérotation, par rapport à la dernière série de Prescott, seul le troisième chiffre change, passant de 0 ou 2 à 1. Contrairement au Prescott, Intel n'a jamais commercialisé de Cedar Mill supportant la technologie Vanderpool pour la virtualisation, le fondeur ayant préféré réserver cette fonctionnalité à certains modèles de la version double cœur (le Pentium D Presler).
| Nom du modèle | Fréquence | Front Side Bus | Coeff. mult. | Cache L1 | Cache L2 | TDP   | Socket  |
| ------------- | --------- | -------------- | ------------ | -------- | -------- | ----- | ------- |
| Pentium 4 671 | 3,80 GHz  | 800 MT/s       | 19 ×         | 16 Kio   | 2 Mio    | 115 W | LGA 775 |
| Pentium 4 661 | 3,60 GHz  | 800 MT/s       | 18 ×         | 16 Kio   | 2 Mio    | 115 W | LGA 775 |
| Pentium 4 651 | 3,40 GHz  | 800 MT/s       | 17 ×         | 16 Kio   | 2 Mio    | 115 W | LGA 775 |
| Pentium 4 641 | 3,20 GHz  | 800 MT/s       | 16 ×         | 16 Kio   | 2 Mio    | 84 W  | LGA 775 |
| Pentium 4 631 | 3,00 GHz  | 800 MT/s       | 15 ×         | 16 Kio   | 2 Mio    | 84 W  | LGA 775 |

## Dénomination des Pentium 4
Une nouvelle dénomination des processeurs fait son apparition chez Intel, conjointement au socket 775 :
- série 3xx : Celeron D et Celeron M
- série 5xx : Pentium 4 avec 1 Mio de cache de niveau 2, de 2,66 à 3,8 GHz
  - 5x1 pour les versions avec Intel 64
- série 6xx : Pentium 4 avec 2 Mio de cache de niveau 2, de 3,0 à 3,8 GHz
  - 6x1 pour les versions Cedar Mill (un Prescott en 0,65 µm)
  - 6x2 pour les versions avec VT (Virtualization Technology)
- série 8xx : Pentium D avec 2×1 Mio de cache de niveau 2, de 2,66 à 3,2 GHz
- série 9xx : Pentium D avec 2×2 Mio de cache de niveau 2, de 2,8 à 3,6 GHz

La série 7xx désigne des processeurs Pentium M, basés sur une évolution du Pentium III-S, et donc sur l'architecture Intel P6 modifiée.

## Les raisons de l'arrêt des Pentium 4
Le Pentium 4 tout comme les autres processeurs NetBurst consommait trop. Les limites de l'architecture furent atteintes à cause d'une montée en fréquence rendue difficile par la dissipation thermique.
Pour l'anecdote, on notera que, pendant plus de cinq ans après son remplacement, le Pentium 4 resta le processeur grand public qui put être surcadencé à la plus haute fréquence, avec plus de 8 GHz, même si le record a été battu –de quelques MHz–, le 18 janvier 2010, sur un Celeron D (qui dispose de la même architecture que le Pentium 4). Ce record a depuis été dépassé par AMD avec son architecture « bulldozer » en septembre 2011.